# Unione Sportiva Grosseto 1912
L'Unione Sportiva Grosseto 1912 S.r.l., meglio nota come Grosseto, è una società calcistica italiana con sede nella città di Grosseto. Milita in Serie D, la quarta divisione del campionato italiano.
Costituito con la suddetta ragione sociale nel 2017, è il maggior sodalizio calcistico della città toscana, in quanto depositario della tradizione sportiva iniziata nel 1912 con la fondazione dell'Unione Ginnico Sportiva Grossetana e successivamente transitata attraverso vari soggetti societari via via cessati e rifondati (Club Sportivo Grossetano nel 1925, Unione Sportiva Grosseto nel 1927, Unione Sportiva Grosseto Football Club nel 1995 e Football Club Grosseto Società Sportiva Dilettantistica nel 2015).
Dal punto di vista storico, il Grosseto vanta quale maggior successo sei partecipazioni consecutive al campionato di Serie B a girone unico (cogliendo quale miglior piazzamento il sesto posto - con partecipazione ai play-off promozione per la massima serie - nella stagione 2008-2009); ha inoltre vinto per una volta ciascuna il proprio girone di Serie C2, Serie C1 e Serie D (nel secondo caso abbinandolo alla Supercoppa di categoria).
La FIGC considera il Grosseto all'ottantacinquesimo posto nella graduatoria della tradizione sportiva dei club ad essa affiliati.
Dal 5 maggio 2022 il Grosseto è attivo anche nel calcio femminile, anche se esclusivamente a livello giovanile.

## Storia

### Gli inizi con l'Unione Ginnico Sportiva Grossetana (1912-1927)

#### La fondazione e il debutto (1912-1913)
Il calcio a Grosseto ha avuto inizio sotto l'Unione Ginnico Sportiva Grossetana il 13 maggio 1912 con la convocazione dei soci fondatori e l'approvazione dello statuto. Un anno dopo, il 13 aprile 1913, la squadra composta da Petroselli, Parronchi, Tocco, Raspa, Grilli, Bacci, Magnani, Mengoni, Aprili, Angelotti, Colucci e Burri, allo stadio del Poggio di Massa Marittima giocò la sua prima partita ufficiale contro la locale formazione dei Forti e Liberi vincendo col risultato di 4-0.

#### Anni venti: lo sviluppo calcistico tra amichevoli e tornei ufficiali (1921-1927)
All'inizio degli anni venti, più precisamente nel 1921, i biancorossi parteciparono al loro primo campionato federale classificandosi secondi nel girone A della Promozione Toscana, guadagnandosi l'ammissione al girone finale e concludendo al quinto posto. Negli anni a venire, gli atleti si divisero in varie discipline tra cui calcio, ciclismo e la ginnastica, essendo una società polivalente dove il primo capitano del Grosseto fu Guido Galigani detto "Buba" che per un decennio giocherà con i maremmani.

### I primi decenni dell'Unione Sportiva Grosseto (1927-1955)

#### La fusione con il Club Sportivo Grossetano (1927)
Nel 1927 l'Unione Ginnico Sportiva Grossetana e il Club Sportivo Grossetano si fondono per dare vita all'Unione Sportiva Grosseto e in tale occasione vengono adottati i colori sociali bianco e rosso al posto del bianco e del nero.

#### Anni trenta e quaranta: il salto dalla Terza Divisione alla Serie C (1929-1951)
Con l'avvento degli anni trenta, la società vide una crescita passando dalla Terza Divisione alla Prima Divisione, fino alla Serie C nel 1936, senza però ottenere grandi successi. Nel periodo antecedente il secondo conflitto mondiale, poi, dopo aver concluso i campionati di Serie C a metà classifica, per due volte, alla fine della guerra, i maremmani andarono vicini alla promozione in Serie B nel 1946-1947 e nel 1947-1948. Nel primo caso, il Grosseto perse gli spareggi finali mentre, nel secondo, i biancorossi vennero penalizzati di un punto (poi risultato decisivo per l'esito finale della classifica) per non aver disputato un incontro di campionato a causa di un ritardo del mezzo su cui viaggiavano dovuto al passaggio del Giro d'Italia. Tra i trascinatori di quella squadra primeggiavano soprattutto il portiere siciliano Aristide Nascenzi e l'attaccante orbetellano Fabrizio Bartolini, quest'ultimo ad oggi ricordato come il giocatore più prolifico della storia del Grifone.

### L'era Ferri: il grande ritorno dell'Unione Sportiva Grosseto nel professionismo (1955-1978)

#### Anni cinquanta: il declassamento in IV Serie (1951-1961)
Negli anni cinquanta, dopo una retrocessione in Promozione Interregionale culminata al termine della stagione 1950-1951, tra i pionieri della ripartenza negli anni trascorsi in IV Serie, si fecero strada Carlo Pucci e Nilo Palazzoli che insieme ad Alberto Fommei in panchina, metteranno le fondamenta per un immediato ritorno in terza serie, il tutto guidato da un presidente che lascerà un segno indelebile nella storia biancorossa, quale Mario Ferri che rimase alla guida della società dal 1955 al 1978.

#### Anni sessanta: il Grifone tra professionismo e dilettantismo (1961-1973)
Il decennio successivo, per il Grosseto, si aprì con l'arrivo in società del segretario Bruno Passalacqua come dirigente e di giocatori come Francesco Carpenetti, Carlo Zecchini e Pierluigi Armellini, i quali riportarono la squadra in Serie C rimanendoci per quattro stagioni fino al 1965. Nella seconda parte degli anni sessanta, poi, il Grosseto si ridimensionò in Serie D: i maremmani collezionarono piazzamenti in zone alte di classifica in gironi prevalentemente composti da squadre toscane, laziali, umbre e sarde, sfiorando ben tre volte il pronto ritorno in Serie C nelle stagioni 1965-1966, 1967-1968 e 1968-1969. Nella prima stagione nei dilettanti, i biancorossi arrivarono terzi nel girone D a quota 45 punti, alle spalle del Latina (48 punti) e del promosso Frosinone (49 punti); nella seconda circostanza il Grosseto non ebbe la meglio nel testa a testa con il Viareggio nel girone E per un solo punto di distacco; infine, nella stagione successiva, il Grifone mancherà la promozione nuovamente per un punto di differenza in classifica nel girone E, piazzandosi terzo con 45 punti insieme al Montevarchi, alle spalle di Lucchese e Sarzanese (tra le due rossonere avrà la meglio la compagine toscana nello spareggio promozione). La stagione 1968-1969 è ancora oggi ricordata nella storia dei maremmani per essere quella dove il Grosseto ha incassato meno gol: solo 13 reti subite in 34 partite, unica nota positiva in un'ennesima stagione dove la promozione in Serie C è sfumata per pochissimi punti.

#### Anni settanta: la nuova promozione in Serie C (1973)

Il Grosseto 1973-1974

Il ritorno in Serie C avvenne, finalmente, al termine del campionato di Serie D 1972-1973, quando i biancorossi vinsero ai danni dei rivali del Siena, piazzatosi secondo, dopo un testa a testa proseguito per tutta la stagione, festeggiando la promozione all'ultima giornata contro la Sarzanese: memorabile la rappresentazione ironica della sconfitta senese con un manichino vestito da giocatore del Siena su una bara bianconera, a sua volta posta su una macchina colorata di rosso e bianco, che si apprestò a fare il giro del campo durante la festa biancorossa allo stadio Carlo Zecchini.

### Il post-era Ferri: un lustro di professionismo e quasi due decenni di dilettantismo (1978-2000)
Verso la fine degli anni settanta, con la morte del presidente Mario Ferri, avvenuta l'8 maggio 1978, arrivò al timone della società Alvaro Amarugi che proseguendo il corso del suo predecessore, grazie all'acquisto di innesti validi fece stazionare i biancorossi dapprima in Serie C e poi nella neonata Serie C2 fino ai primi anni ottanta.

#### Anni ottanta: la lunga militanza nei dilettanti (1983-2002)
A partire dal 1983, per il Grosseto, dopo la dolorosa retrocessione culminata al termine del campionato di Serie C2 1982-1983, si aprì un periodo buio caratterizzato dalla militanza nelle categorie dilettantistiche per ben diciannove anni, cui seguirono derby accesi a livello provinciale contro Follonica, Orbetello e altre squadre creando forti rivalità che si ripercuotono fino ai giorni nostri. Il calciatore che più di tutti si distaccò per la sua bravura era Adriano Meacci che sarà il protagonista nelle successive stagioni di rinascita.

#### Anni novanta: la doppia retrocessione (1995)
Dopo le difficili annate nei primi anni '90, nel 1995, dopo aver vinto sul campo il proprio girone del Campionato Interregionale (l'attuale Serie D), i toscani subirono una doppia retrocessione, per mancata iscrizione da parte della presidenza Anzidei, dalla Serie C2 (appena conquistata) all'Eccellenza.

### L'era Camilli: la storica scalata dell'Unione Sportiva Grosseto Football Club dai dilettanti ai cadetti (2000-2015)

#### Il biennio in Serie D e il ripescaggio in Serie C2 (2000-2002)
Il 23 giugno 2000, Luigi Franco Moretti, l'allora presidente del Grosseto, annuncia la conclusione della trattativa che vede Piero Camilli diventare il nuovo presidente della società, il quale riuscirà in pochi anni a condurre il Grosseto dalla Serie D alla Serie B.
Il 2 agosto 2002, al termine di una stagione che ha visto la squadra biancorossa posizionarsi al secondo posto in classifica, a causa di alcune squadre trovate non in regola per l'iscrizione al proprio campionato, i maremmani vengono ripescati in Serie C2 facendo così ritorno tra i professionisti.

#### Il biennio in Serie C2, il triennio in Serie C1, la Serie B (2002-2007)
L'annata successiva il Grosseto riesce a piazzarsi in quinta posizione in classifica, ottenendo l'accesso ai play-off, disputati contro il Rimini. Entrambi gli incontri terminarono sullo 0-0, ma ad avere la meglio fu la squadra romagnola via del miglior piazzamento in classifica.
Il secondo anno in Serie C2 inizia con la riconferma di Mauro Melotti, il quale era subentrato al termine della stagione precedente al posto di Paolo Indiani. Il 3 ottobre 2003 viene sostituito da Lamberto Magrini (per lui si tratta di un ritorno) il quale viene esonerato a tre giornate dal termine del campionato, nonostante la squadra fosse prima in classifica. Al suo posto arriva Paolo Specchia, che riesce ad ottenere la promozione in Serie C1.
Nei due anni successivi i torelli ottengono due qualificazioni ai play-off, ma vengono eliminati in entrambi i casi.

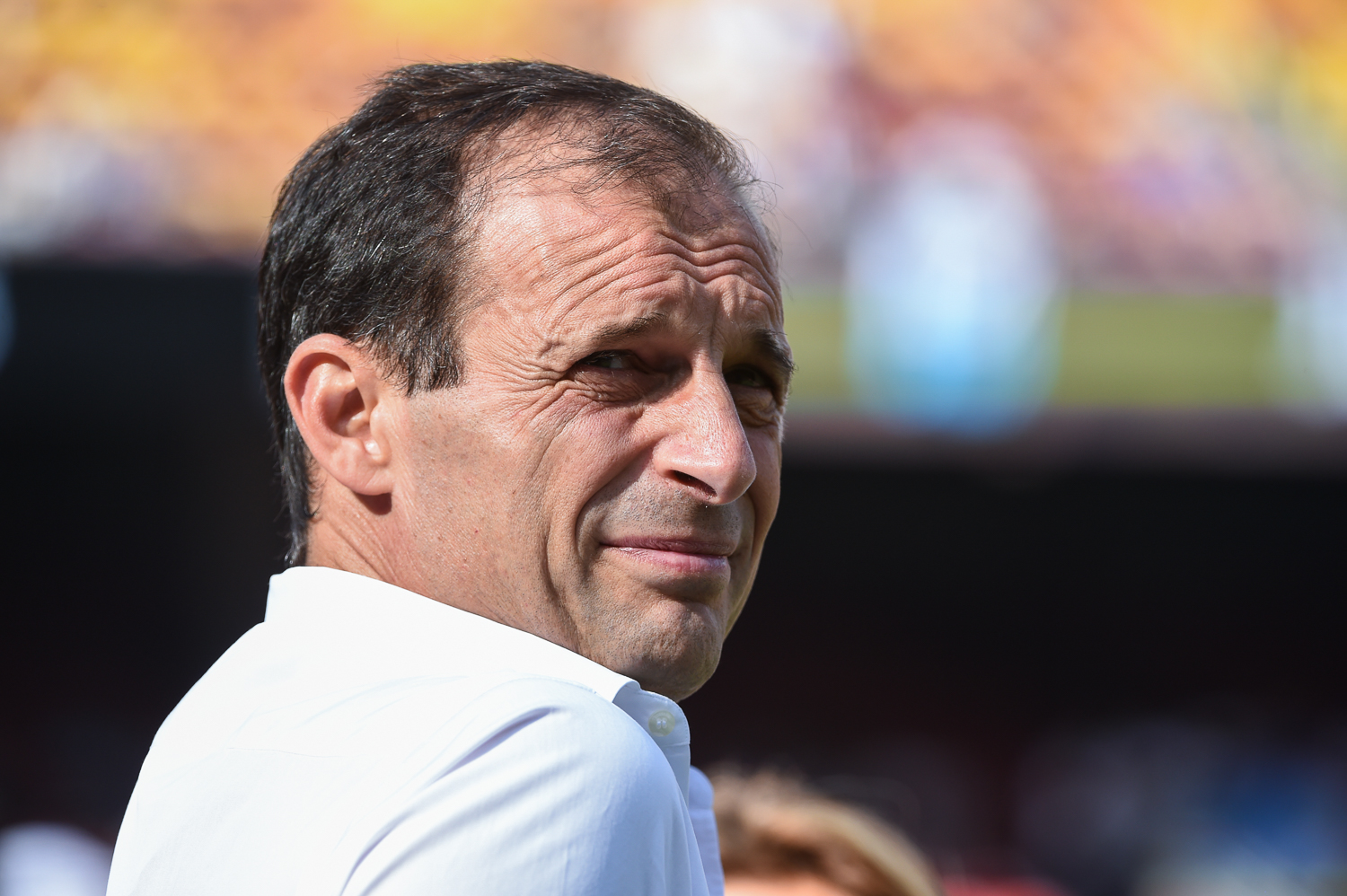
Massimiliano Allegri, allenatore dei maremmani in Serie C1 nella stagione 2005-2006

Il 30 ottobre 2006 in seguito alla sconfitta subita contro il Novara, Massimiliano Allegri (a quei tempi tecnico dei toscani) viene esonerato e al suo posto viene ingaggiato Antonello Cuccureddu, in grado di trascinare la squadra, con una media di 2,12 punti a partita verso la promozione, ottenuta il 13 maggio 2007 allo stadio Euganeo contro il Padova (vittoria per 0-1, rete di Carl Valeri). Il 24 maggio 2007, con la vittoria sul Ravenna per 1-0, i maremmani si aggiudicano la Supercoppa di Lega di Serie C1.
Nel corso di questi anni la formazione biancorossa ha affrontato anche alcune tra le più prestigiose squadre di calcio italiane: Fiorentina (allora denominata Florentia Viola), Napoli e altre grandi compagini.
Il 27 ottobre 2002 il Grosseto affrontò la Fiorentina, vincendo per 2-0 con doppietta di Chadi, mentre al ritorno i biancorossi furono sconfitti per 2-1, nonostante fossero andati in vantaggio con una rete di Marco Ghizzani. Il 5 ottobre 2006 i toscani andarono in trasferta a Napoli riuscendo ad ottenere un pareggio (la partita finì 1-1 con rete di Alessandro Pellicori). Al ritorno l'incontro terminò 2-2 con reti di Tonino Sorrentino e Luigi Consonni.

#### I sei anni in Serie B, dai play-off alla retrocessione (2007-2013)
Per la prima storica stagione del Grosseto in Serie B viene chiamato alla guida tecnica Giorgio Roselli che prende il posto di Antonello Cuccureddu. Il tecnico verrà esonerato e sostituito da Stefano Pioli a causa di un avvio caratterizzato da tre sconfitte consecutive.
Il 22 settembre 2007 la squadra ottiene la sua prima vittoria in campionato contro il Rimini. La partita terminerà 2-1 per i toscani, con doppietta di Marco Carparelli. Tra i risultati di rilievo, da segnalare la vittoria nel derby contro il Pisa (2-0), e quella esterna contro l'Ascoli per 3-5. Il 10 maggio 2008 la squadra si impone per 3-0 sul Bologna, ottenendo la salvezza con tre turni di anticipo.
La stagione seguente la società ingaggia Elio Gustinetti, nel ruolo di allenatore, che riuscirà al termine della stagione (nella quale verrà esonerato per poi essere richiamato sulla panchina dei biancorossi a poche giornate dal termine) a condurre i toscani ai play-off validi per la promozione in Serie A persi in semifinale contro il Livorno al termine di un incontro (1-4), arbitrato da Celi, che vedrà i maremmani lasciare il terreno di gioco in sette uomini a causa di quattro espulsioni, nonostante la vittoria per 2-0 ottenuta nella partita di andata.
Per la sua terza stagione in serie cadetta, la società si affida nuovamente al tecnico Elio Gustinetti, il quale viene esonerato il 24 marzo 2010, nonostante la squadra si trovasse al terzo posto. Come poi spiegato tramite un comunicato dalla società, l'esonero non è stato basato dai risultati tecnici, bensì dalle dichiarazioni risalenti al postpartita di Grosseto-Sassuolo, riguardanti i compensi corrisposti ai tesserati. L'infortunio occorso a Mauricio Pinilla (capocannoniere della squadra, autore di 24 reti in altrettante partite) e una lunga serie di risultati altalenanti, impediscono al Grosseto di qualificarsi per i play-off anche se il successivo scandalo di Scommessopoli dimostrerà che un gruppo di giocatori unionisti aveva giocato spesso a perdere danneggiando enormemente la corsa alla massima serie della squadra maremmana.
Seguono due stagioni nelle quali la squadra riesce a salvarsi in entrambe le occasioni con un turno di anticipo.
Dopo un lungo processo riguardante il calcioscommesse, che ha visto in primo grado il Grosseto retrocesso in Lega Pro Prima Divisione e il presidente Piero Camilli inibito per 5 anni più preclusione, il 22 agosto 2012 è stato accolto il ricorso della società biancorossa, annullando la decisione della disciplinare. Il Grosseto parte comunque con 6 punti di penalità per responsabilità oggettiva, ottenuti in seguito a patteggiamento, da scontare nel campionato in corso. Il 16 aprile 2013, dopo sei anni nella serie cadetta, i maremmani retrocedono matematicamente in Lega Pro a cinque giornate dal termine del torneo in seguito alla sconfitta per 3 a 1 maturata sul campo del Brescia. Nel corso della stessa stagione, Piero Camilli lascia la carica di presidente, ruolo che non ricoprirà più nessuno. Allo stesso tempo, il club passa in mano ai figli maschi di Camilli, Vincenzo e Luciano.

#### Il biennio in Lega Pro (2013-2015)

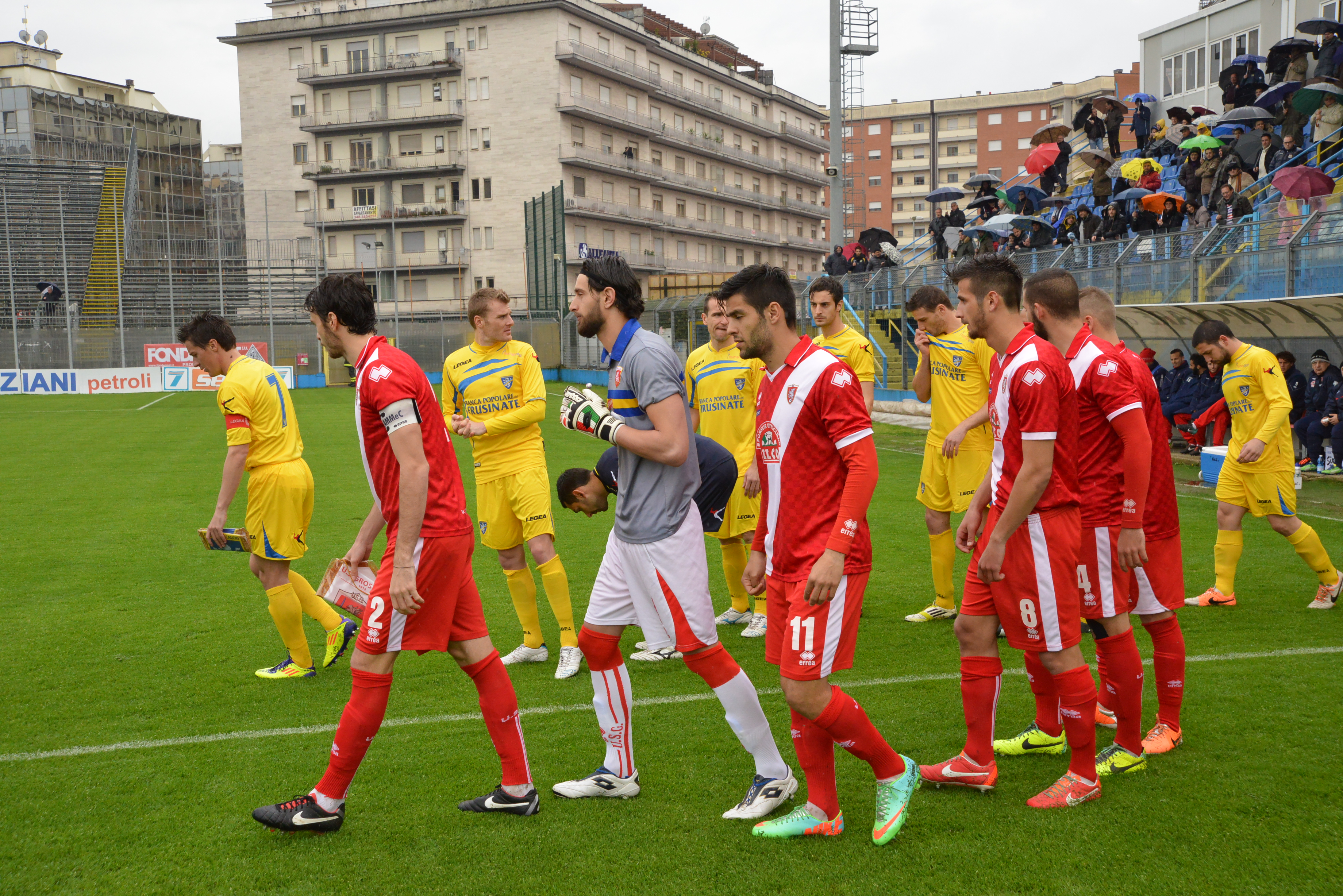
Il Grosseto (in primo piano) scende in campo nella trasferta di Frosinone del 2 marzo 2014, in Lega Pro

Le due stagioni in Lega Pro (prime ed uniche partecipazioni dei maremmani nella terza serie italiana con questa denominazione) si rivelano in sintesi anonime.
La prima annata, denominata Lega Pro Prima Divisione (da ricordare come avversarie importanti nel girone B Pisa, Perugia, Ascoli, Frosinone, Benevento, Salernitana, Lecce, Catanzaro), si apre con un passivo pesantissimo, il 5-2 subito a Pontedera; è l'inizio di una stagione altalenante, caratterizzata da alcune importanti vittorie (ad esempio il derby casalingo con il Pisa, vinto 3-1) e molte sconfitte. Il Grosseto conclude la stagione all'undicesimo posto in classifica, distante 4 punti fuori dalla zona play-off, con l'ultima partita disputata a Barletta e conclusasi 1-1.
La stagione successiva, con la Lega Pro unica (suddivisa in 3 gironi a pari livello, con la Seconda Divisione abolita) è di fatto una copia di quella precedente: nuovamente inserito nel girone B (con avversarie importanti quali Ancona, Ascoli, Reggiana, SPAL, oltre che a tante toscane come Carrarese, Lucchese, Pisa, Pistoiese e Prato), debutta con una sconfitta casalinga con la Pro Piacenza (0-1). Il Grosseto vince alcuni incontri importanti, come nel successo esterno sul Teramo per 3-1 (futuro vincitore del girone, primo posto successivamente revocato per condanna), al contempo ne perde altri, per concludere con la sconfitta interna per mano del Gubbio (2-3): per ben cinque anni questa rimarrà l'ultima sfida di terza serie dei biancorossi.
Il 30 giugno 2015, infatti, il patron Piero Camilli decide, dopo 2-3 precedenti estati difficili anche dal punto di vista dei rapporti con l'amministrazione comunale (all'epoca dei fatti presieduta dall'allora sindaco Emilio Bonifazi), di non iscrivere l'U.S. Grosseto F.C. 1912 (club sano certificato come tale dalla Covisoc appena pochi giorni prima) al successivo campionato di Lega Pro. Finisce così, nel peggiore dei modi, l'era del Comandante a Grosseto. L'U.S. Grosseto F.C. 1912, però, continua ad esistere senza svolgere alcuna attività federale e, per questo, perde automaticamente il titolo sportivo.
Dopo il suddetto terremoto sportivo, il Comune di Grosseto è costretto a riorganizzare il calcio cittadino e, dopo le trattative andate a vuoto con alcuni imprenditori, il già citato sindaco Emilio Bonifazi decide il 17 luglio 2015 di creare ex-novo un sodalizio, l'Associazione Calcio Grosseto, pronto a partire dalla Serie D o dai campionati regionali, accedendo all'articolo 52.10 NOIF della FIGC. La guida della società è affidata al dirigente Stefano Osti. L'amministrazione comunale, poi, lancia un appello ai grossetani affinché, tramite una raccolta fondi, possano aiutare a crescere l'A.C. Grosseto appena nata.

### La parentesi Football Club Grosseto (2015-2017)
Nel frattempo, a pochi giorni dalla scadenza dei termini d'iscrizione ai campionati, la Grosseto Group (società a capitale arabo-statunitense con sede a Manhattan, rappresentata dall'italo-americano Massimiliano Pincione, ex presidente del Pescara per un brevissimo periodo durante la stagione 2006-2007) si offre di rifondare il sodalizio ed iscriverlo in sovrannumero in Serie D (dove mancava da 13 anni). Pincione costituisce pertanto il Football Club Grosseto Società Sportiva Dilettantistica, che rileva il titolo sportivo cittadino e presenta la richiesta d'iscrizione al massimo campionato dilettantistico nazionale, prontamente accettata da FIGC e LND, che la inquadrano nel girone G.
L'organigramma iniziale include nelle vesti di direttore tecnico l'ex assistente internazionale Rodolfo Mirri, mentre viene nominato direttore del marketing e della comunicazione Paolo Iapaolo (amico fraterno di Pincione, che assume direttamente la carica di presidente). L'allenatore della prima squadra è Domenico Giacomarro, proveniente dal Termoli. A metà agosto vengono annunciati i primi 14 giocatori sotto contratto.
Il 7 febbraio 2016, a seguito della sconfitta casalinga contro il Rieti, Giacomarro viene sollevato dall'incarico di allenatore e sostituito da Nevio Orlandi, ex allenatore di Reggina e Barletta, che conduce la squadra al secondo posto finale nel proprio girone, qualificandola per i play-off poi persi in semifinale contro l'Olbia. Non arriva tuttavia in estate il ripescaggio in terza serie.
L'anno successivo i biancorossi trascorrono il campionato stabilmente all'ultimo posto del girone E della Serie D: complici ulteriori difficoltà societarie, problemi di gestione dello stadio casalingo e continue tensioni tra la dirigenza, i giocatori e la tifoseria, a fine stagione l'F.C. Grosseto (che nella stagione sarà costretta a schierare in prima squadra tanti ragazzi del proprio settore giovanile), dopo alcune sconfitte a tavolino interne e passivi pesanti in trasferta, retrocede in Eccellenza, con soli 14 punti maturati sul campo.
In vista della stagione 2017-2018, dopo alcuni mesi d'incertezza e con un Massimiliano Pincione da cui non giungono più notizie, l'F.C. Grosseto non fa domanda di iscrizione ad alcun campionato e viene radiato dalla F.I.G.C., lasciando nuovamente il capoluogo maremmano privo di una squadra di calcio di riferimento.

### Il ritorno dell'Unione Sportiva Grosseto (2017-oggi)

#### La presidenza Ceri: dall'Eccellenza al ritorno in Serie C (2017-2021)
Il 18 luglio 2017 entrano in gioco gli imprenditori locali Mario e Simone Ceri, titolari dell'Associazione Calcio Roselle (squadra dell'omonimo sobborgo cittadino) e regolarmente iscritta al campionato di Eccellenza Toscana. Previo accordo con l'ex presidente Piero Camilli, che mette a disposizione lo storico marchio sportivo della cessata Unione Sportiva Grosseto, nonché col benestare delle istituzioni cittadine e della Federcalcio, il Roselle muta pertanto denominazione in Associazione Sportiva Dilettantistica Unione Sportiva Grosseto 1912, rilevando in via formale la tradizione sportiva biancorossa.
Per la panchina viene scelta un'ex bandiera del Grifone ai tempi della Serie C1 e della Serie B, Luigi Consonni, il quale porterà al trionfo i maremmani il 10 gennaio 2018 nella Coppa Italia Dilettanti Toscana 2017-2018 in finale a Firenze contro la Zenith Audax 3-0. Pochi giorni dopo però, complici i risultati deludenti in campionato, egli viene esonerato e sostituito da Andrea Danesi, il quale raggiunge il terzo posto finale in classifica; la promozione in Serie D sfuma tuttavia nella finale play-off regionali, ove i maremmani escono sconfitti dal Cuoiopelli per 2-0, dopo aver eliminato con un netto 4-0 il Poggibonsi nella precedente semifinale.
L'anno successivo i biancorossi si mantengono stabilmente in testa alla classifica del girone A dell'Eccellenza Toscana. Nonostante il primo posto, l’8 gennaio 2019 la società decide tuttavia di sostituire il primo allenatore Sebastiano Miano con Lamberto Magrini, di ritorno alla guida tecnica degli unionisti. Il Grosseto non risente comunque del ribaltone in panchina: l'8 marzo 2019 vince 2-1 lo scontro diretto con il Fucecchio e il 31 marzo 2019, al termine del match dell'Angiolino Elmi di Massa Marittima contro il Cecina, vinto per 4-0, la squadra riesce a raggiungere la matematica promozione in Serie D con due partite ancora da disputare.
Il Grosseto disputa il girone E della Serie D, ove vi è un combattuto testa a testa con il Monterosi. I maremmani rimangono alle calcagna della compagine laziale fino al 16 febbraio 2020, quando la formazione di Magrini, grazie ad una rete di Filippo Boccardi nell'incontro casalingo contro i viterbesi, passa al comando della classifica. A causa della pandemia di COVID-19, il campionato viene sospeso il 10 marzo 2020, con l'ultima gara dei maremmani, sempre in vetta al momento della sospensione, disputata in casa allo stadio Carlo Zecchini il 1º marzo 2020 e vinta per 2-0 sullo Scandicci. Dopo lo stop definitivo deciso dalla Lega Nazionale Dilettanti il 20 maggio 2020, il Grosseto viene dichiarato vincitore del girone E della Serie D, con le ultime 8 giornate di campionato non disputate, e promosso in Serie C due giorni dopo. La decisione sarà confermata anche dalla FIGC il successivo 8 giugno.
Ritornati in Serie C, i biancorossi vengono inseriti nel girone A, nel quale ritrovano dopo un lustro alcune fra le squadre più importanti della Toscana, quali Livorno, Lucchese, Pistoiese e Carrarese. Alle corregionali, si aggiungono alcune squadre piemontesi (tra cui la Juventus U23, prima volta ufficiale del Grosseto contro una qualsiasi selezione della Vecchia Signora) e alcune della Lombardia nord-occidentale, con il raggruppamento completato da Piacenza e Olbia. Raggiunta molto presto la salvezza, il Grifone conclude il campionato al nono posto, togliendosi molte soddisfazioni, come le vittorie sulla Lucchese (2-0 a Lucca, 1-0 in Maremma) e le sfide contro il Livorno (1-0 allo Zecchini con un gol in zona Cesarini di Giuseppe Sicurella, 2-2 al Picchi con il pareggio in extremis di Federico Scaffidi), e guadagnandosi perciò l'accesso alla fase preliminare dei play-off, dopo il successo casalingo per 2-0 nell'ultima giornata sul già citato Olbia. Il percorso ai play-off dura due turni, con il Grosseto che gioca sempre in trasferta (con la sola possibilità di vincere per passare ad ogni fase successiva): dopo aver vinto nettamente 4-1 sul campo del Lecco nel primo turno, non riesce nell'impresa in casa dell'AlbinoLeffe, venendo rimontato dai seriani per 2-1. I biancorossi mancano l'accesso alla fase nazionale dei play-off, al termine di una stagione più che soddisfacente.
La stagione 2021-2022 vede il Grosseto nel girone B, raggruppamento formato da squadre del centro e del nord Italia. Nel girone sono presenti tutte le retrocesse dalla serie cadetta (Reggiana, Pescara e Virtus Entella), sei squadre toscane (tra le quali Carrarese e le ripescate Lucchese, Pistoiese e Siena), squadre emiliano-romagnole (tra cui Modena e Cesena) e squadre marchigiane (tra cui l'Ancona-Matelica). Gubbio, Teramo, Viterbese e Olbia completano il girone centrale. Nella seconda annata consecutiva tra i professionisti, il Grifone sembra cominciare ottimamente il campionato, ma presto, complici i tanti pareggi e sconfitte, finisce per ritrovarsi in fondo alla graduatoria alla fine del girone di andata con solo 14 punti conquistati. In positivo si segnalano esclusivamente gli unici due successi, in trasferta, a Viterbo (0-1) e a Siena (1-3), a 44 anni di distanza dall'ultimo trionfo biancorosso nel derby. La famiglia Ceri si trova inoltre a far fronte a delle perdite economiche negli ultimi due anni, dovute agli alti costi da sostenere per la regolare partecipazione alla Serie C e agli effetti devastanti della pandemia di COVID-19, che hanno portato ad esempio al divieto al pubblico di assistere alle partite casalinghe (con la mancanza degli incassi della biglietteria) e alla chiusura del centro sportivo di Roselle.

#### Le presidenze di Nicola Di Matteo e Salvatore Guida (2021-2022)
Il 24 dicembre, dopo alcune settimane di trattative e di smentite, viene reso pubblico il passaggio della maggioranza delle quote societarie dalla famiglia Ceri alla holding Dbm rappresentata dall'imprenditore Nicola Di Matteo, imprenditore edile e immobiliare di origine casertana, stabilitosi in Emilia-Romagna, con investimenti nei mercati immobiliari esteri di Romania, Stati Uniti ed Emirati Arabi Uniti, ed ex presidente di Centese, Imolese, SPAL, Mantova e Teramo. Il suo arrivo in città è stato accolto tra le proteste e le polemiche della tifoseria, in seguito ad alcune frasi infelici pronunciate alcuni anni prima a Teramo.
Il 27 dicembre 2021, invece, si giunge alla sostituzione del Consiglio di amministrazione biancorosso e alla nomina ad amministratore unico di Nicola Di Matteo, con lo scopo di mantenere la permanenza nella terza serie. Dopo oltre tre stagioni, il giorno successivo, viene esonerato Lamberto Magrini, il quale viene sostituito da Agenore Maurizi, ex allenatore di Massese, Cavese, Viareggio, Reggina, Teramo e Viterbese.
La cessione delle quote viene ufficializzata il 30 dicembre 2021, con il 90% dell'U.S. Grosseto detenuto da Di Matteo e con Mario Ceri, divenuto socio di minoranza, proprietario del restante 10%. Esce di scena dalla questione dirigenziale, invece, il vicepresidente uscente e nipote di Mario, Simone Ceri, personaggio legatissimo al Grifone, in quanto anche membro e vicino agli ultras biancorossi. Il 19 gennaio 2022, la società sceglie di mettere a fianco di Maurizi l'ex capitano del Grosseto del periodo di Serie C1 sotto Piero Camilli, Giovanni Di Meglio (già allenatore degli Allievi), sostituendo il vice di Magrini, David Stefani, il quale torna ad allenare nel settore giovanile biancorosso. Il 25 gennaio 2022 è la volta del direttore sportivo Stefano Giammarioli a terminare l'esperienza in biancorosso, dopo mezza stagione.
Tuttavia, nonostante le promesse fatte dalla nuova società, la squadra non riesce a tirarsi fuori dalla zona play-out. Il Grosseto, sfortunato con le big del girone (noto è ad esempio il rocambolesco 3-3 contro il Cesena, con la vittoria sfumata nei minuti di recupero) ma al contempo non pervenuto con le squadre di media e bassa classifica (come lo scontro diretto perso di misura in casa con la Viterbese), arriva ad occupare l'ultimo posto della graduatoria, ove vi rimane per oltre la metà del girone di ritorno. A nulla servono le poche vittorie (tra cui un inaspettato 6-1 rifilato alla Pistoiese) e i tanti pareggi ottenuti. La retrocessione matematica giunge alla penultima giornata, in occasione del derby casalingo con la Lucchese, perso 2-0.
Il ritorno nei dilettanti, nella stagione 2022-2023, è caratterizzato da nuove turbolenze societarie, le quali portano Nicola Di Matteo a cedere le proprie quote a Salvatore Guida, imprenditore di Portici ma attivo a Roma nel settore della ristorazione. Nel frattempo sul campo, il Grosseto, dopo essere stato eliminato subito al turno preliminare della Coppa Italia di Serie D in casa dall'Orvietana, inanella delle costanti serie di risultati negativi che lo portano a novembre al terz'ultimo posto del girone E (nel quale gli unionisti affrontano tra le varie compagini Arezzo, Livorno, Pianese, Poggibonsi e Sangiovannese, nonché il vicino Follonica Gavorrano).

#### La presidenza Lamioni (2022-oggi)
Il 25 novembre 2022 Giovanni Lamioni, imprenditore grossetano, nonché già possessore della squadra cittadina di futsal Atlante Grosseto, rileva il 100% delle quote dell'U.S. Grosseto tramite la propria Holding Lamioni (la quale dà il via ad una stretta partnership con la Fiorentina dalla seconda parte della stagione), divenendone il nuovo proprietario. Il ruolo di presidente viene affidato al noto tifoso ed avvocato Antonio Fiorini, mentre il nuovo direttore generale è Filippo Vetrini (parente stretto dello stesso Lamioni), proveniente dal Gavorrano prima e il Follonica Gavorrano poi, il quale ha il compito di migliorare il tasso tecnico della rosa nel calciomercato invernale, al fine di conquistare la salvezza e la conseguente permanenza in Serie D.
Il rinnovato Grosseto (di cui fanno parte, tra i volti nuovi, giocatori esperti come Lorenzo Pasciuti e Manuele Giustarini) fa inizialmente ben sperare, con la squadra che arriva a fine gennaio quasi a ridosso della zona play-off. A causa però di prestazioni deludenti tra febbraio ed aprile con direzioni di gara molto discutibili, in occasione del caos a termine del contestatissimo pareggio casalingo con il Livorno, porteranno alla squalifica dello stadio Carlo Zecchini e all'obbligo di disputare lontano le restanti gare interne a porte chiuse fino ad oltre la conclusione della stagione, la squadra termina il campionato all'11º posto a pari punti con Sangiovannese ed Ostia Mare, ma in virtù della classifica avulsa data dagli scontri diretti tra le tre contendenti sfavorevole, i maremmani, dunque al 13º posto, sono costretti a disputare per la prima volta in 111 anni uno spareggio play-out.
La gara unica del play-out, nella quale il Grosseto ha disposizione 90 minuti (o 120 minuti in caso di pareggio) per vincere o pareggiare allo scopo di mantenere la categoria, vede come avversaria i valdarnesi del Terranuova Traiana, piazzatisi terz'ultimi al termine della stagione, allo stadio Gino Bozzi di Firenze, in campo neutro. La partita termina 0-0, sono necessari i tempi supplementari come da regolamento (con i calci di rigore non previsti), ma il Grifone resiste agli assalti degli aretini anche nei 30 minuti extra-regolamentari e il punteggio finale non cambia: il Grosseto dunque festeggia la sofferta ma raggiunta permanenza nella massima categoria dilettantistica.
Per l’inizio della stagione di Serie D 2023-2024, la proprietà Lamioni si dice intenzionata a riportare il Grosseto nei professionisti. La nuova rosa viene allestita a forte trazione offensiva, prelevando giocatori importanti per la categoria come Edoardo Marzierli, Damiano Rinaldini e Gianni Riccobono, tre goleador nel precedente campionato di Serie D rispettivamente con San Donato Tavarnelle, Pianese e Poggibonsi. La squadra è capitanata dal caposaldo grossetano del centrocampo Riccardo Cretella, il quale viene affiancato dagli esperti Nicholas Bensaja (ex, tra le tante, di Pescara, Viterbese e Lucchese) e Piergiorgio Sabelli (centrocampista romano con una recente esperienza nelle file del Ravenna), mentre la difesa, confermata quasi in blocco rispetto a quella dell’anno precedente, vede l’aggiunta in particolare di Lorenzo Schiaroli, in arrivo dal Fano.
I maremmani vengono inseriti nuovamente nel girone E, apprestandosi a sfidare ancora, tra i 15 derby toscani in totale (assieme alle uniche due umbre Trestina e Orvietana), Livorno, Follonica Gavorrano e Pianese (le principali contendenti per la promozione diretta), nonché le rivali a carattere regionale Poggibonsi e Sangiovannese.
Il Grosseto, fino al 10 dicembre 2023 (in occasione della sconfitta interna con il San Donato Tavarnelle), con 7 vittorie e 7 pareggi nelle prime 14 giornate di campionato, è stata una delle uniche quattro squadre italiane su 246 partecipanti ai campionati nazionali (dalla Serie A alla Serie D) nella stagione 2023-2024, ad essere ancora imbattuta, insieme al Padova (militante in Serie C), al Trapani e al Siracusa (entrambe militanti nel girone I della quarta serie), nonché una delle nove squadre militanti nei principali campionati nazionali in Europa, di fianco a squadre note a livello continentale: le tedesche Bayern Monaco, Bayer Leverkusen e St. Pauli, gli olandesi del PSV e gli scozzesi del Celtic.
I biancorossi terminano la regular season al 3º posto, alle spalle della promossa Pianese, e dei vicini del Follonica Gavorrano. Nella disputa dei play-off, il Grosseto vincerà il derby di semifinale contro il Livorno e la finale contro il Tau Altopascio. Ciò nonostante, il salto estivo in Serie C per ripescaggio non avviene, in quanto solo una delle 60 squadre aventi diritto a partecipare alla stagione successiva della terza serie, l'Ancona, viene esclusa, lasciando il posto esclusivamente alla nuova squadra U23 del Milan Futuro: i maremmani sono costretti dunque a disputare nuovamente il campionato di Serie D.
L'inizio della stagione 2024-2025 dei biancorossi si rivela essere in salita. Inserito ancora in un girone E composto quasi esclusivamente da derby toscani (Livorno, Siena, Montevarchi, Sangiovannese, Poggibonsi e Follonica Gavorrano per citare i più sentiti), il Grosseto ottiene appena 7 punti in nelle prime 6 giornate, a seguito delle quali l'allenatore Roberto Malotti (dopo uno sfogo diventato virale sui social) rassegna le proprie dimissioni dopo aver condotto la squadra nella stagione precedente alla vittoria dei play-off.  
Con il ritorno in panchina dell’ex capitano e bandiera biancorossa Luigi Consonni e l'arrivo di alcuni innesti, quali l'esperto centrocampista Andrea Caponi (ex Pisa, Pontedera, Livorno e Pistoiese) e il difensore Emilio Dierna (con già un passato nel Grosseto nella stagione 2007-2008, coincidente con il primo storico campionato di Serie B), i maremmani cambiano marcia progressivamente e, dopo 2 punti ottenuti in 3 partite, risalgono la classifica grazie ad otto vittorie consecutive, tra le quali spicca il trionfo di misura nel derby contro il Siena, grazie ad una rete di Marzierli.  

## Colori e simboli

### Colori

Il Grosseto 1973-1974 con la tradizionale seconda divisa bianca

Fino al 1927 il Grosseto giocò in maglia bianco-nera, per poi passare alla combinazione bianco-rossa onde richiamare esplicitamente il blasone cittadino.
La prima maglia è stata interessata da diverse soluzioni stilistiche: tra le soluzioni più rappresentative vi è il template rosso sbarrato di bianco, legato alle stagioni trascorse in Serie B. In altri casi la divisa interna ha assunto una foggia palata nei due colori, oppure un più semplice monocromo rosso, col bianco relegato alle finiture.
Di norma la seconda maglia va ad invertire i colori della prima, col bianco dominante sul rosso, mentre la terza (laddove prevista) assume una colorazione nera, in omaggio alle tinte sociali originarie.

### Simboli ufficiali

#### Stemma

Stemma utilizzato dal 1995 al 2015

Negli stemmi che la società si è data nel corso dei decenni, elemento costante e qualificante è il grifo rampante con spada rivolto a sinistra, mutuato dallo stemma comunale grossetano.
Risale al 1967 uno dei primi simboli conosciuti: uno scudo svizzero rosso (fatta salva la parte inferiore della partizione sinistra, ove appariva una fine palatura bianco-rossa) abbracciato posteriormente da un elaborato cartiglio bianco recante la denominazione sociale U.S.G. - Grosseto a lettere rosso-nere. Il grifo grossetano, argenteo, appariva a cavallo della partizione destra.
Nel 1974 il disegno venne semplificato: fermo restando lo scudo svizzero rosso, il grifone venne ingrandito a tutto campo e colorato d'oro, mentre sparì il cartiglio denominativo (sostituito dalla semplice sigla U.S.G., a lettere nere di grandezza difforme, collocata nella cuspide dello scudo, tinta allo scopo in bianco).
Nel 1979 lo scudo col grifone venne racchiuso in un ulteriore scudo "a goccia rovesciata", di colore bianco: nel campo vuoto ricavato superiormente trovò spazio la denominazione sociale, stavolta declinata nella formula US GROSSETO.
Nel 1995 venne sostanzialmente ripristinato lo stemma del 1974, con minime modifiche (sotto le zampe del grifo apparve un pallone da calcio e la sigla U.S.G. nella cuspide venne ingrandita fino a debordare dallo scudo). Nel 2002 tale emblema venne tuttavia racchiuso in un ulteriore scudo circolare, attraversato trasversalmente da una sottile doppia fascia rossa e contenente la denominazione sociale (per esteso e senza abbreviazioni) in caratteri cancellereschi. Nel 2010 quest'ultima versione venne a sua volta scartata in favore di un mero ritorno a quella del 1995, che negli anni seguenti venne progressivamente ristrutturata (furono ravvivati i colori, modificati i caratteri tipografici e lo stile dei disegni), senza però mai rivederne la blasonatura.

Stemma utilizzato dal 2017 al 2020

Nel 2012, onde celebrare il centenario di fondazione, lo stemma fu rideclinato in uno scudo francese antico rosso, con il grifone colorato in bianco e spostato sulla destra, sovrastante l'epigrafe 1912-2012 e il numero 100 in caratteri aurei (con i due zeri sostituiti dal disegno di due palloni da calcio). In capo apparve una fascia bianca con la denominazione sociale e un angolo colorato a foggia di bandiera italiana.
Dopo la rifondazione del 2015, non potendo più usufruire dei vecchi emblemi (rimasti nelle mani di Piero Camilli), si ripiegò su uno scudo francese antico rosso doppiamente bordato da fasce bianche e nere, recante al centro il consueto grifo grossetano argenteo, sormontato dalla dicitura F.C. GROSSETO in caratteri stampatelli bianchi. Nella punta dello scudetto apparve infine l'anno di fondazione del club.
Allorché nel 2017 la società si sciolse nuovamente e le subentrò il Roselle, un accordo con la proprietà della società cessata nel 2015 consentì al "nuovo Grosseto" di rientrare in possesso dei propri storici emblemi. Venne così ripristinato l'identificativo introdotto nel 1995, minimamante modificato nei colori e nella foggia delle finiture; nella parte inferiore venne inoltre aggiunto un cartiglio recante l'anno di fondazione.
Nel 2020 l'ultimo stemma venne modificato: furono rimosse le ombre scure e chiare, il contorno diventò monocromatico (dal colore giallo dorato) e la scritta since 1912 passò dal giallo dorato al nero.

#### Inno
Dal 1976 inno ufficiale del Grosseto è il brano Biancorosso, scritto e interpretato ad hoc dall'orchestra I ragazzi del liscio di Grosseto e cantato dal frontman Enzo Olivelli.

## Strutture

### Stadio
Lo stadio Carlo Zecchini è lo stadio comunale di Grosseto, sede delle partite casalinghe del Grosseto e occasionalmente teatro di eventi di atletica leggera.

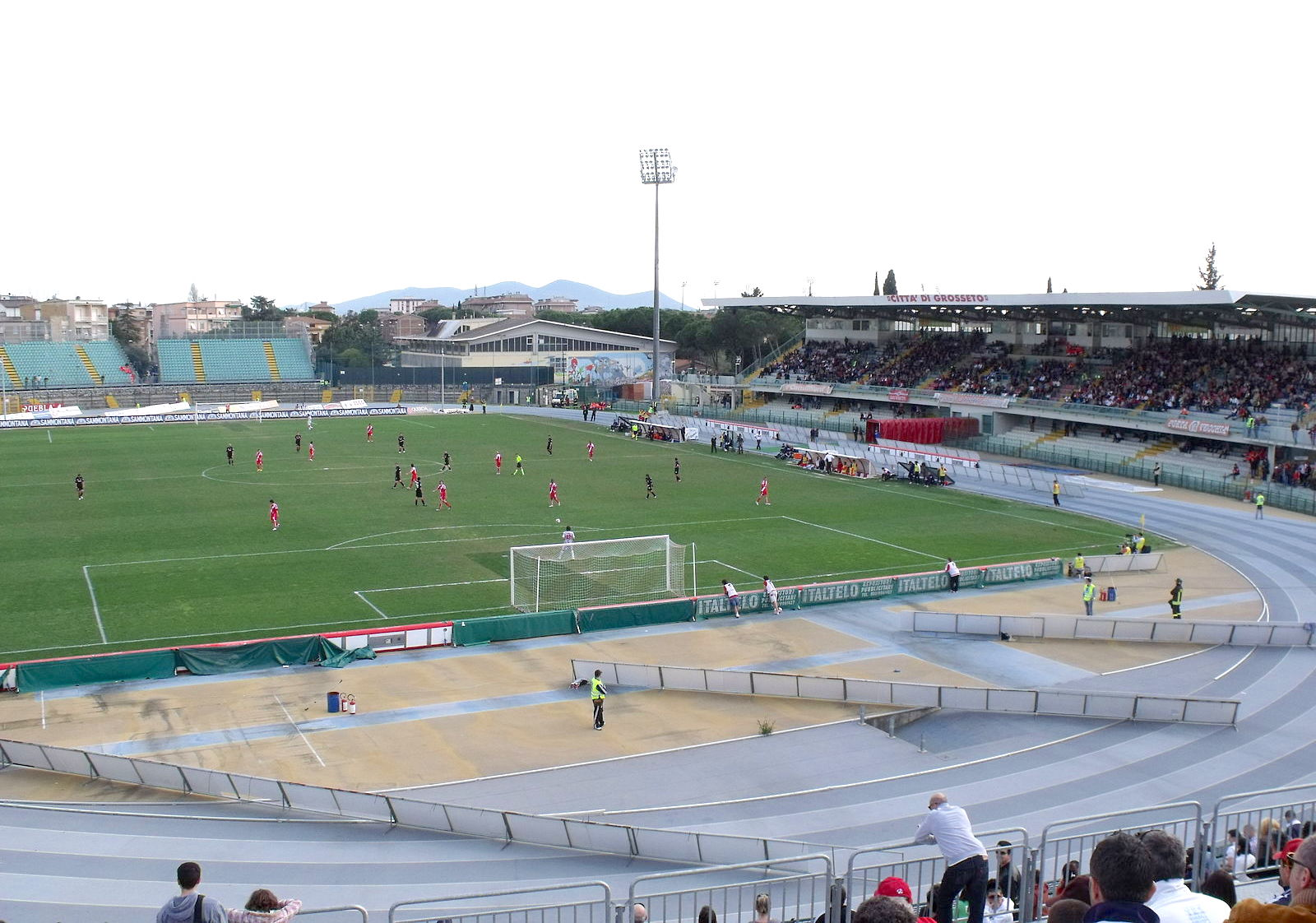
Lo stadio Carlo Zecchini, sede delle gare casalinghe del Grosseto

Lo stadio venne progettato in occasione delle Olimpiadi di Roma, infatti in precedenza l'impianto ha avuto la denominazione di stadio olimpico Comunale, poiché, proprio per tale evento, è stato teatro di tre partite del Torneo Olimpico di calcio. Si tratta di un monumento storico (quindi, sottoposto a vincoli), per l'evento olimpico che ha ospitato e per il fatto di essere stato progettato, nel 1948, da Raffaello Fagnoni, Enrico Bianchini e Dagoberto Ortensi. La direzione dei lavori fu affidata ad Umberto Tombari.
Lo stadio grossetano ha ospitato anche i Campionati europei juniores di atletica leggera nel 2001 ed i Campionati del mondo juniores del medesimo sport nel 2004.
Nel 2007, dopo la promozione del Grosseto in Serie B, lo stadio è stato adeguato alla normativa ed è stato sottoposto a lavori per il rifacimento degli spogliatoi, l'eliminazione del sottopassaggio e la creazione dell'accesso a livello del campo. È stata inoltre aumentata la capienza della curva nord (quella che ospita i tifosi più caldi del Grosseto), rifatto il settore riservato agli ospiti, posizionato un nuovo manto erboso ed installato un tabellone elettronico, tabellone che poi è stato sostituito a inizio 2012: il vecchio infatti è stato rimpiazzato da un tabellone a LED 4x3 metri che in precedenza si trovava all'Arena Garibaldi di Pisa, ma dopo la retrocessione dei pisani nei campionati dilettantistici non veniva più utilizzato ed è stato quindi venduto al Comune grossetano per 40.000 euro. Nell'estate del 2010 lo stadio è stato sottoposto ad un'ulteriore ristrutturazione con il rifacimento dell'impianto audio.
La capienza attuale è di 9.988 posti mentre nel progetto originario era di 12.000 (10.000 seduti e 2.000 in piedi).

### Ammodernamento del 2023
In occasione dell’amichevole di “lusso” contro la Fiorentina di Commisso, svoltasi allo Zecchini il 1º agosto 2023 e che ha visto una straordinaria partecipazione con oltre 8.000 presenze allo stadio, la società in accordo con il comune di Grosseto, procede alla messa in sicurezza e totale ripristino della gradinata. Sezione dello stadio di fronte alla tribuna coperta chiusa nel 2014 con la retrocessione dei maremmani dal campionato di Serie B. 
I lavori, svolti in meno di una settimana, hanno visto l’ammodernamento delle sedute, il taglio dei pini sovrastanti e la ristrutturazione e messa in sicurezza dei servizi igienici. La porzione di stadio ad oggi però, rimane chiusa, aspettando che il sodalizio toscano torni in categorie che richiamino una maggiore affluenza.

### Centro di allenamento
Dal 2019, il Grosseto, grazie alla famiglia Ceri (allora al timone del Grifone), dispone di un centro sportivo, situato nella vicina frazione di Roselle, a Nord del capoluogo maremmano, a ridosso della Strada provinciale Laghi.
Sede ufficiale degli allenamenti delle giovanili del club, è costato 3 milioni di euro e presenta due campi da calcio, con la Tribuna "Carletto Pucci" (300 posti) a lato del campo in erba naturale e con la Tribuna "Fabrizio Bartolini" (96 posti) a lato di quello in erba sintetica, 15 posti letto, un centro medico, spogliatoi con docce, bar, ristorante e pizzeria e, al piano superiore, gli uffici della dirigenza nonché una sala riunioni. In futuro sarà realizzata anche una piscina coperta.
Dal 23 agosto 2022 la direzione del centro sportivo di Roselle è affidata a Jacopo Norelli.
Il Grosseto dispone inoltre da decenni, accanto allo stadio, di un campo di calcio in terra naturale intitolato a Nilo Palazzoli, bandiera storica assieme a Carlo Zecchini dei biancorossi negli anni '50, accessibile da via Giovanni Fattori, a pochi metri dall'ingresso della curva sud: è la sede degli allenamenti della prima squadra.
L'area presenta un piccolo edificio, con all'interno spogliatoi e docce, e una tribunetta in assi d'acciaio per una capienza di circa 50 spettatori.

## Società

### Organigramma societario
Dal sito internet ufficiale della società.
- Antonio Fiorini - presidente
- Filippo Vetrini - direttore generale
- Rita Martini - responsabile comunicazione e ufficio stampa
- Noemi Lettieri - fotografo ufficiale

### Sponsor
| Cronologia degli sponsor tecnici - 1980-1994 ... - 1994-1995 Umbro - 1995-2003 ... - 2003-2004 Legea - 2004-2018 Erreà - 2018-2022 Macron - 2022-2023 ... - 2023- Kappa | Cronologia degli sponsor ufficiali - 1980-1994 INA Assitalia - 1994-1995 Turbanti Forni a legna - 1995-2003 ... - 2003-2015 ILCO - 2015-2016 AMMeC - Associazione Malattie Metaboliche Congenite, Sol Caffè, NephCure Kidney International - 2016-2017 Nessuno sponsor - 2017-2018 ILCO - 2018-2019 Brandini SpA - 2019-2020 Spirulina Becagli - 2020-2021 Ecopolis - 2021- Spirulina Becagli, Distretti Ecologici (dal 2022) |

### Sezione femminile
Il 5 maggio 2022 la società annuncia l'inizio dell'attività della propria sezione femminile, con la creazione del Grosseto U15. La prima responsabile tecnica è Alexandra Mostoghiu.

## Allenatori e presidenti
Di seguito la lista completa degli allenatori e dei presidenti del Grosseto.
- 1912-1927  ...
- 1927-1931  Guglielmo Tornabuoni
- 1931-1932  Laszlo Maier (1ª-?ª)
 Mihaly Balacics (?ª-?ª)
- 1932-1933  Hauser
- 1933-1934  Vittorio Faroppa
- 1934-1935  Heinrich Bachmann (1ª-?ª)
 Franz Hänsel (?ª-26ª)
- 1935-1938  Franz Hänsel
- 1938-1939  Vincenzo Fresia
- 1939-1940  Raffaele D'Aquino
- 1940-1941  Ferenc Ecker
- 1941-1942  Engelbert König
- 1942-1943  Imre Payer
- 1945-1946  Ernesto Zambianchi
- 1946-1947  Ferrero Alberti
- 1947-1948  Ferrero Alberti (1ª-?ª)
 Balarsovic (?ª-?ª)
 Oreste Brondi (?ª-?ª)
 Árpád Hajós (?ª-30ª)
- 1948-1949  Árpád Hajós
- 1949-1950  Ferenc Plemich (1ª-?ª)
 Remo Carmignani (?ª-42ª)
- 1950-1951  Remo Carmignani (1ª-?ª)
 Béla Kovács (?ª-38ª)
- 1951-1952  Béla Kovács
- 1952-1954  Árpád Hajós
- 1954-1955  Ermanno Englaro (1ª-?ª)
 Mario Pensierini (?ª-?ª)
 Remo Carmignani (?ª-38ª)
- 1955-1956  Béla Kovács (1ª-?ª)
 Árpád Fekete (?ª-30ª)
- 1956-1959  Alberto Fommei
- 1959-1960  Alberto Fommei (1ª-?ª)
 Cleto Marini (?ª-?ª)
 Gino Vianello (?ª-34ª)
- 1960-1962  Gino Vianello
- 1962-1963  Sergio Pison
- 1963-1964  Sergio Pison (1ª-?ª)
 Alberto Fommei (?ª-34ª)
- 1964-1965  Ottorino Dugini (1ª-?ª)
 Alberto Fommei (?ª-34ª)
- 1965-1967  Enzo Goracci
- 1967-1970  Silvano Grassi
- 1970-1971  Ivano Corghi
- 1971-1972  Enzo Goracci (1ª-?ª)
 Mario Genta (?ª-34ª)
- 1972-1973  Mario Genta
- 1973-1974  Graziano Landoni
- 1974-1975  Andrea Bassi
- 1975-1976  Renato Benaglia (1ª-?ª)
 Enzo Robotti (?ª-38ª)
- 1976-1977  Enzo Robotti
- 1977-1978  Nilo Palazzoli
- 1978-1979  Nilo Palazzoli (1ª-?ª)
 Andrea Bassi (?ª-34ª)
- 1979-1980  Andrea Bassi (1ª-?ª)
 Francesco Carpenetti (?ª-34ª)
- 1980-1981  Lamberto Pazzi (1ª-?ª)
 Giovanni Galeone (?ª-34ª)
- 1981-1982  Valentino Persenda (1ª-?ª)
 Nilo Palazzoli (?ª-34ª)
- 1982-1983  Nilo Palazzoli
- 1983-1984  Antonio Trebiciani (1ª-?ª)
 Enzo Galli (?ª-30ª)
- 1984-1985  Bruno Chinellato (1ª-?ª) 
 Enzo Galli (?ª-30ª)
- 1985-1986  Nilo Palazzoli
- 1986-1987  Nilo Palazzoli (1ª-?ª)
 Francesco Carpenetti (?ª-30ª)
- 1987-1988  Lamberto Pazzi
- 1988-1989  Walter Franzot
- 1989-1990  Arrigo Dolso
- 1990-1991  Graziano Landoni (1ª-?ª)
 Franco Cameli (?ª-34ª)
- 1991-1992  Franco Cameli (1ª-?ª)
 Franco Nanni (?ª-34ª)
- 1992-1993  Franco Nanni (1ª-?ª)
 Maurizio Fommei (?ª-34ª)
- 1993-1994  Michele Pennelli (1ª-?ª)
 Massimiliano Cherri (?ª-34ª)
- 1994-1995  Carlo Bresciani
- 1995-1996  Bruno Giordano (1ª-?ª)
 Enzo Galli (?ª-?ª)
 Lamberto Pazzi (?ª-?ª)
 Maurizio Fommei (?ª-30ª)
- 1996-1999  Marco Cacitti
- 1999-2000  Marco Cacitti (1ª-?ª)
 Piero Giannoni (?ª-?ª)
 Marco Cacitti (?ª-34ª)
- 2000-2001  Lamberto Magrini (1ª-?ª)
 Stefano Brondi (?ª-?ª)
 Lamberto Magrini (?ª-34ª)
- 2001-2002  Lamberto Magrini (1ª-?ª)
 Aurelio Andreazzoli (?ª-?ª)
 Claudio Solimina (?ª-34ª)
- 2002-2003  Paolo Indiani (1ª-27ª)
 Mauro Melotti (28ª-34ª e play-off)
- 2003-2004  Mauro Melotti (1ª-5ª)
 Luciano Mancini e  Lamberto Magrini (D.T.) (6ª-31ª)
 Francesco Paolo Specchia (32ª-34ª)
- 2004-2005  Vincenzo Esposito (1ª-30ª)
 Francesco Paolo Specchia (31ª)
 Vincenzo Esposito (32ª)
 Francesco Paolo Specchia (33ª-36ª)
 Stefano Cuoghi (37ª-38ª e play-off)
- 2005-2006  Massimiliano Allegri (1ª-9ª)
 Corrado Benedetti (10ª-26ª)
 Gianluca Gallorini (27ª-31ª)
 Massimiliano Allegri (32ª-34ª e play-off)
- 2006-2007  Massimiliano Allegri (1ª-9ª)
 Antonello Cuccureddu (10ª-34ª)
- 2007-2008  Giorgio Roselli (1ª-3ª)
 Stefano Pioli (4ª-42ª)
- 2008-2009  Elio Gustinetti (1ª-25ª)
 Ezio Rossi (26ª-32ª)
 Elio Gustinetti (33ª-42ª e play-off)
- 2009-2010  Elio Gustinetti (1ª-31ª)
 Maurizio Sarri (32ª-42ª)
- 2010-2011  Luigi Apolloni (1ª-6ª)
 Francesco Moriero (7ª-21ª)
 Michele Serena (22ª-42ª)
- 2011-2012  Guido Ugolotti (1ª-12ª)
 Giuseppe Giannini (13ª-18ª)
 Fabio Viviani (19ª-25ª)
 Guido Ugolotti (26ª-40ª)
 Francesco Statuto (41ª-42ª)
- 2012-2013  Francesco Moriero (1ª-7ª)
 Mario Somma (8ª-15ª)
 Lamberto Magrini e  Luigi Consonni (16ª-19ª)
 Leonardo Menichini (20ª-25ª)
 Francesco Moriero (26ª-42ª)
- 2013-2014  Francesco Statuto (1ª)
 Stefano Cuoghi (2ª-11ª)
 Antonello Cuccureddu (12ª-21ª)
 Leonardo Acori (22ª-34ª)
- 2014-2015  Giacomo Russo (giu.-lug.)
 Roberto Picardi e  Simone Venturi (ago.-set.)
 Massimo Silva (1ª-11ª)[78]
 Pasquale Padalino (12ª-20ª)[79]
 Paolo Stringara (21ª-29ª)
 Massimo Silva (30ª-38ª)
- 2015-2016  Domenico Giacomarro (1ª-23ª)
 Nevio Orlandi (24ª-34ª e play-off)
- 2016-2017  Marco Cari (precamp.)
 Massimo Agovino (1ª-2ª)
 Marco Sanna (3ª-16ª)
 Alessio Bifini (17ª-20ª)
 Bruno Federici (21ª-34ª)
- 2017-2018  Luigi Consonni (1ª-20ª)
 Andrea Danesi (21ª-30ª e play-off)
- 2018-2019  Sebastiano Miano (1ª-18ª)
 Lamberto Magrini (19ª-30ª e play-off)
- 2019-2021  Lamberto Magrini
- 2021-2022  Lamberto Magrini (1ª-20ª)
 Agenore Maurizi (21ª-38ª)
- 2022-2023  Massimo Silva (1ª-2ª) 
 Andrea Liguori (3ª-23ª)
 Roberto Cretaz (24ª-34ª e play-out)
- 2023-2024  Vitaliano Bonuccelli (1ª-21ª)
 Giovanni Giuseppe Di Meglio (22ª)
 Roberto Malotti (23ª-34ª e play-off)
- 2024-2025  Roberto Malotti (1ª-5ª)
 Luigi Consonni (6ª-34ª)
- 2025-  Paolo Indiani

- 1912-1913  Giuseppe Nenci
 Luigi Ponticelli
- 1912-1914  Luigi Ponticelli
- 1914-1915  Luigi Ponticelli 
 Giuseppe Nenci
- 1919-1927  Giuseppe Nenci
- 1927-1928  Amalfitano
- 1928-1929  Giuseppe Nenci
- 1929-1932  ...
- 1932-1935  Belisario Golini
- 1935-1938  Gino Nieri
- 1938-1939  Vincenzo Tai Zanaboni
- 1939-1940  Ottorino Maiani[80]
- 1940-1943  Giuseppe Nenci[81]
- 1945-1946  Silio Carlotti
- 1946-1947  Pierluigi Casciani
- 1947-1954  Giuseppe Sartori
- 1954-1955  Giuseppe Musante
- 1955-1978  Mario Ferri
- 1978-1982  Alvaro Amarugi
- 1982-1983  Aldo Faralli
- 1983-1984  Aldo Faralli 
 Moreno Meattini
- 1984-1985  Moreno Meattini 
 Mario Fedeli
- 1985-1988  Alvaro Amarugi
- 1988-1989  Furio Flora 
 Paolo Pieruzzini
- 1989-1992  Paolo Pieruzzini
- 1992-1995  Ennio Anzidei
- 1995-1996  Giuseppe Rivetti 
 Franco Quartaroli Fava
 Giampaolo Gorelli
- 1996-2000  Luigi Franco Moretti
- 2000-2013  Piero Camilli
- 2013-2015  carica vacante[82]
- 2015-2017  Massimiliano Pincione
- 2017-2018  Simone Ceri
- 2018-2021  Mario Ceri
- 2021-2022  Nicola Di Matteo
- 2022  Salvatore Guida
- 2022-  Antonio Fiorini

## Palmarès

### Competizioni nazionali
- Supercoppa di Lega Serie C1: 1

2007

### Competizioni interregionali
- Serie C: 1

1946-1947 (girone D)
- Serie C1: 1

2006-2007 (girone A)
- Serie C2: 1

2003-2004 (girone B)
- Serie D: 3

1960-1961 (girone D), 1972-1973 (girone E), 2019-2020 (girone E)
- Campionato Nazionale Dilettanti: 1

1994-1995 (girone A)
- Promozione: 1

1951-1952 (girone H)

### Competizioni regionali
- Eccellenza: 1

2018-2019 (girone A)
- Promozione: 1

1996-1997 (girone C)
- Coppa Italia Dilettanti Toscana: 1

2017-2018

### Altri piazzamenti
- Serie B:

Semifinalista play-off: 2008-2009
- Serie C:

Secondo posto: 1947-1948 (girone O)
Terzo posto: 1940-1941 (girone E), 1948-1949 (girone C)
- Serie C1:

Finalista play-off: 2005-2006 (girone B)
- Serie D:

Secondo posto: 1967-1968 (girone E), 2001-2002 (girone F), 2015-2016 (girone G)
Terzo posto: 1965-1966 (girone D), 1968-1969 (girone E), 1969-1970 (girone E), 2000-2001 (girone E), 2023-2024 (girone E)
- Campionato Nazionale Dilettanti:

Terzo posto: 1998-1999 (girone F)
- Eccellenza:

Secondo posto: 1997-1998 (girone A)
Terzo posto: 2017-2018 (girone A)
- Promozione:

Secondo posto: 1921-1922 (girone A), 1955-1956 (girone C), 1956-1957 (girone C), 1985-1986 (girone A), 1988-1989 (girone A)
- Seconda Divisione:

Secondo posto: 1930-1931 (girone B)
- Campionato italiano di terza divisione:

Secondo posto: 1929-1930 (girone B)
- Quarta Divisione:

Secondo posto: 1925-1926 (girone B)
- Coppa Italia Lega Pro:

Semifinalista: 2013-2014
- Coppa Italia Dilettanti Toscana:

Semifinalista: 2018-2019
- Supercoppa Dilettanti Toscana:

Finalista: 2018-2019

## Statistiche e record

### Partecipazione ai campionati
Campionati nazionali
| Livello | Categoria                           | Partecipazioni | Debutto   | Ultima stagione | Totale |
| ------- | ----------------------------------- | -------------- | --------- | --------------- | ------ |
| 2º      | Serie B                             | 6              | 2007-2008 | 2012-2013       | 6      |
| 3º      | Prima Divisione                     | 4              | 1931-1932 | 1934-1935       | 33     |
| 3º      | Serie C                             | 25             | 1936-1937 | 2021-2022       | 33     |
| 3º      | Serie C1                            | 3              | 2004-2005 | 2006-2007       | 33     |
| 3º      | Lega Pro Prima Divisione            | 1              | 2013-2014 | 2013-2014       | 33     |
| 4º      | Promozione                          | 1              | 1951-1952 | 1951-1952       | 28     |
| 4º      | IV Serie                            | 3              | 1952-1953 | 1954-1955       | 28     |
| 4º      | Campionato Interregionale           | 1              | 1958-1959 | 1958-1959       | 28     |
| 4º      | Serie D                             | 16             | 1959-1960 | 2024-2025       | 28     |
| 4º      | Serie C2                            | 7              | 1978-1979 | 2003-2004       | 28     |
| 5º      | Campionato Interregionale - 2ª Cat. | 1              | 1957-1958 | 1957-1958       | 12     |
| 5º      | Campionato Interregionale           | 5              | 1983-1984 | 1991-1992       | 12     |
| 5º      | Campionato Nazionale Dilettanti     | 3              | 1993-1994 | 1998-1999       | 12     |
| 5º      | Serie D                             | 3              | 1999-2000 | 2001-2002       | 12     |

In 75 stagioni sportive dall'esordio a livello nazionale in Serie C.
Campionati regionali
| Livello | Categoria         | Partecipazioni | Debutto   | Ultima stagione | Totale |
| ------- | ----------------- | -------------- | --------- | --------------- | ------ |
| I       | Terza Divisione   | 2              | 1926-1927 | 1929-1930       | 16     |
| I       | Prima Divisione   | 1              | 1935-1936 | 1935-1936       | 16     |
| I       | Seconda Divisione | 1              | 1930-1931 | 1930-1931       | 16     |
| I       | Promozione        | 7              | 1921-1922 | 1987-1988       | 16     |
| I       | Eccellenza        | 5              | 1992-1993 | 2018-2019       | 16     |
| II      | Quarta Divisione  | 1              | 1925-1926 | 1925-1926       | 2      |
| II      | Promozione        | 1              | 1996-1997 | 1996-1997       | 2      |

### Partecipazione alle coppe
| Competizione                    | Partecipazioni | Debutto   | Ultima stagione | Totale |
| ------------------------------- | -------------- | --------- | --------------- | ------ |
| Coppa Italia                    | 14             | 1936-1937 | 2016-2017       | 14     |
| Coppa Italia Semiprofessionisti | 8              | 1973-1974 | 1980-1981       | 18     |
| Coppa Italia Serie C            | 8              | 1981-1982 | 2021-2022       | 18     |
| Coppa Italia Lega Pro           | 2              | 2013-2014 | 2014-2015       | 18     |
| Supercoppa di Lega di Serie C1  | 1              | 2007      | 2007            | 1      |
| Coppa Italia Serie D            | 9              | 1999-2000 | 2024-2025       | 9      |
| Poule Scudetto                  | 1              | 1994-1995 | 1994-1995       | 1      |
| Coppa Italia Dilettanti         | 1              | 2017-2018 | 2017-2018       | 1      |

### Statistiche individuali
Il recordman di presenze è l'attaccante Carlo Zecchini, che ha indossato la maglia unionista per ben 273 volte. A lui, dopo la sua morte, è stato intitolato lo stadio Olimpico Comunale, impianto costruito per accogliere alcune gare in occasione dell'evento olimpico di Roma 1960.
Il miglior goleador di sempre, invece, con 128 reti, è stato Fabrizio Bartolini (in carriera, vicino al trasferimento al Milan, poi saltato), che ha giocato anche con Livorno, Catania e Modena in Serie B e Foggia in IV Serie.
Totale
Statistiche aggiornate al 23 luglio 2013.
| Record di presenze - 273 Carlo Zecchini - 260 Nilo Palazzoli - 259 Carlo Pucci - 238 Adriano Meacci - 238 Francesco Bindi - 238 Guido Querci - 231 Samuele Bogi - 223 Remo Carmignani - 210 Loris Lottini - 202 Marco Cacitti | Record di reti - 128 Fabrizio Bartolini - 115 Carlo Zecchini - 100 Adriano Meacci - 74 Giuseppe Calcagno - 48 Nilo Palazzoli - 46 Ferruccio Arnaldi - 41 Ferdinando Sforzini - 37 Giuseppe Fommei - 36 Pierangelo Ore - 35 Thomas Pichlmann |

Serie B
Statistiche aggiornate al 23 luglio 2013.
| Record di presenze - 139 Luigi Consonni - 99 Nicola Mora - 96 Ferdinando Sforzini - 96 Gianluca Freddi - 95 Leandro Vitiello - 84 Thomas Pichlmann - 80 Marco Crimi - 75 Luis Alfageme - 74 Carl Valeri - 73 Antonio Narciso | Record di reti - 41 Ferdinando Sforzini - 25 Thomas Pichlmann - 24 Mauricio Pinilla - 17 Gaetano Caridi - 15 Marco Sansovini - 11 Luis Alfageme - 9 Tomas Danilevičius - 7 Marco Carparelli - 7 Nicolás Córdova - 7 Federico Piovaccari |

## Tifoseria

### Storia
La parte calda della tifoseria grossetana occupa principalmente la Curva Nord dello stadio Carlo Zecchini, ma vi sono anche alcuni gruppi che non occupano settori precisi dello stadio.
Il gruppo Over 33 Grosseto, uno dei principali della Nord, nacque durante la stagione 2002-2003, rappresentando di fatto la continuità dello storico gruppo degli Eagles, nato nel 1981.
Il club Porta Vecchia è nato nel novembre 2004 e i cui tifosi generalmente occupano la tribuna dello stadio.
Gli Ultras Grosseto si costituirono come gruppo omonimo nel 1997, occupando la Curva Nord. Gli appartenenti a questo gruppo confluirono principalmente da tre storici gruppi non più esistenti, gli Eagles, i Boys Grosseto e la Brigata Pacciani, che erano stati fondati rispettivamente nel 1981, 1989 e 1993. È considerato il gruppo più caldo della tifoseria, grazie all'organizzazione di coreografie e trasferte. Dall'inizio del 2006 il gruppo ha sospeso le proprie attività organizzate.
Tra gli altri club della tifoseria sono da ricordare i Cignali Biancorossi, i Butteri Biancorossi, i Goodfellas, il Litorale Biancorosso (afferente al club Porta Vecchia), il gruppo Maremma Ladra (caratteristico striscione con il volto di Arsenio Lupin), i Grifoni Nati, i Grifoni Birboni e il club I Camilliani (in onore del presidente); sta iniziando a decollare anche l'attività del Centro Coordinamento Grosseto Clubs.
Nel susseguirsi delle stagioni i gruppi della curva nord si sono identificati dietro gli striscioni Vecchia Guardia e Grosseto City, gruppi sempre presenti anche nelle ultime stagioni deludenti dal punto di vista sportivo per la società grossetana.
Dalla stagione 2013-2014, i ragazzi della nord si radunano dietro lo striscione Maremmani 1912, gruppo ultras portante della curva grossetana, coadiuvati dalla già citata Vecchia Guardia, dal gruppo Cani Sciolti e da quello femminile de Le Ragazze del Grifone. In curva nord stazionano anche altri gruppi tra cui gli 0564 (richiamante il CAP del capoluogo) e la grande pezza del gruppo Portavecchia.
A partire dal febbraio 2024, per alcuni problemi interni alla tifoseria, il gruppo portante del tifo organizzato Maremmani 1912 si è sciolto.
Sull’orlo del declino, dal 2024, nasce un nuovo gruppo che si riunisce sotto il nome di Curva Nord Grosseto 1912 portato avanti da giovani leve, affiancate dallo storico gruppo Vecchia Guardia e 0564. La tifoseria biancorossa scesa drasticamente in presenze, non manca però mai a tutti gli appuntamenti del Grifone, cercando di ricostruire un movimento che dagli anni '80 in poi si è sempre fatto rispettare. 
Curioso e divertente fu uno striscione esposto dai tifosi biancorossi durante la partita Fiorentina-Grosseto del 9 marzo 2003 allo stadio Artemio Franchi di Firenze, ove i sostenitori grossetani accorsero numerosi riempiendo l'intero settore ad essi riservato: lo striscione recitava Firenze-Signa - Grosseto Segna.

### Gemellaggi e rivalità
Il 28 gennaio 2024, con un comunicato tramite canali social, “La Viareggio Ultras” ha decretato la fine del rapporto di gemellaggio con la tifoseria maremmana, sancendo di fatto la fine di rapporti ufficiali che duravano da oltre 35 anni. Il rapporto tra le due tifoserie nacque nel 1989 a Livorno durante una partita di spareggio per la promozione in Interregionale contro la Sestese, che vide protagonista la squadra maremmana. Il patto di amicizia fu stipulato tra gli Ultras Grosseto ed alcuni gruppi della tifoseria viareggina.
Di "riflesso" al gemellaggio con la tifoseria viareggina, sono nati dei rapporti di amicizia con la tifoseria del Pisa e con i piemontesi dell'Alessandria, anch'esse gemellate con i bianconeri.
Nel 2017 è sorto un rapporto di amicizia con la tifoseria del Ponsacco, la quale ha fatto sentire la propria vicinanza alla tifoseria biancorossa nella stagione di Serie D 2016-2017, in cui il Grosseto, sotto la dirigenza dell'italo-americano Massimiliano Pincione, stava di fatto scomparendo dal panorama calcistico italiano. Gli ultras unionisti hanno ricambiato tale vicinanza a parti invertite nella stagione di Serie D 2019-2020, quando la squadra pisana, data nell'estate precedente come una delle favorite per vincere il proprio girone, si trovava in fondo alla classifica, a causa di problemi finanziari.
La principale rivalità è quella con i tifosi del Siena. Tuttavia, l'origine della rivalità calcistica è da ricercarsi in quella storica, già esistente in epoca medievale tra il capoluogo maremmano e la città del Palio.
Rivalità molto sentita, quella col Livorno, soprattutto dopo i play-off nella stagione 2008-2009. Degli screzi tuttavia, si erano avuti anche precedentemente. Dopo la vittoria allo Zecchini, il Grosseto si vide ribaltare il risultato nel ritorno disputato all'Armando Picchi al termine di una partita che vide quattro espulsioni fra le file maremmane. Il Livorno passò il turno e successivamente, dopo la vittoria contro il Brescia, tornò in Serie A. Vi furono gravi disordini in occasione di Grosseto-Livorno del 7 giugno 2009, con aggressioni e vandalismi ad opera dei livornesi nelle zone e strade attorno allo stadio; alcuni tifosi labronici si sono inoltre resi protagonisti di un agguato nei pressi di Castiglioncello al termine di Livorno-Grosseto del 23 ottobre 2022, con il bus ospite preso a sassate senza conseguenze gravi alle persone che tornavano in Maremma.
La rivalità con la squadra e la tifoseria riminese è nata in epoca recente, più precisamente nel 2003, quando la formazione maremmana fu estromessa dalla squadra romagnola dai play-off di Serie C2, a seguito anche di molto dubbie decisioni arbitrali. La promozione in Serie C1 venne comunque raggiunta con il primo posto in campionato nella stagione successiva. Altra rivalità è quella sviluppatasi, soprattutto negli anni di Serie C2 e Serie C1, con precedenti nella Serie D, con la Sangiovannese di San Giovanni Valdarno. Rivalità acuita dagli incidenti del 2006.
Dei decenni scorsi è invece la rivalità con la squadra e la tifoseria di Latina, che si sviluppò negli anni in cui la formazione maremmana e quella laziale si affrontavano nei campionati dilettantistici.
Quella col Frosinone è una rivalità che deriva dalle tante occasioni in cui le due squadre si sono affrontate ai play-off e in campionato; da registrare atti di vandalismo a Grosseto degli ultras ciociari nel gennaio del 2006. Altre rivalità esiste con la tifoseria sarda della Torres.
Col Venturina esiste un'antica ruggine, risalente ad una trasferta del 1988, coi grossetani che, in più di mille, si scontrarono con la tifoseria locale, da cui ne seguirono diffide.
Altre rivalità sono presenti con le tifoserie della Lucchese e del Montevarchi, a causa del gemellaggio con il Viareggio, della Massese e dell'Empoli.
Con un'altra tifoseria toscana, quella del Poggibonsi, esistevano buoni rapporti fino agli anni novanta; nel 2002, quando la tifoseria giallorossa decise di stipulare un rapporto di amicizia con i rivali grossetani della Sangiovannese, sorse di conseguenza astio tra la tifoseria maremmana e quella poggibonsese.